# Tomm Warneke
Tomm Warneke (Lakeland, 9 ottobre 1961) è un ex tennista statunitense.

## Carriera
In carriera ha raggiunto una finale di doppio al South Australian Open nel 1985, in coppia con il brasiliano Nelson Aerts. Nei tornei del Grande Slam ha ottenuto il suo miglior risultato raggiungendo i quarti di finale di doppio agli US Open nel 1986, in coppia con il sudafricano Michael Robertson.

## Statistiche

### Doppio

#### Finali perse (1)
| Numero | Anno             | Torneo                          | Superficie | Compagno     | Avversari in finale        | Punteggio |
| 1.     | 22 dicembre 1985 | South Australian Open, Adelaide | Erba       | Nelson Aerts | Mark Edmondson Kim Warwick | 4-6, 4-6  |